# Fu Maoji
Fu Maoji (en chinois 傅懋勣), né en 1911, décédé en 1988, est un linguiste chinois. Il a joué un rôle majeur dans le développement des langues minoritaires nationales de la Chine.
Diplômé en linguistique à l’université de Pékin en 1939, Fu étudie à l’université de Cambridge en 1948 et y obtient son Ph.D. en 1950.
En avril 1952, il prend la chaire du département des langues minoritaires de l’Institut de linguistique. En 1955, il organise l’Institut des langues minoritaires sous l’égide de l’Académie des Sciences chinoise, et en est le vice-directeur en 1956.

## Publications
- Fu Maoji.  1984.  Nàxīyǔ Túhuà-wénzì "Bái biānfú qǔ jīng jì" yánjiū 纳西语图画文字 "白蝙蝠取经记" 研究 (A study of a Naxi pictographic manuscript, "White Bat’s Search for Sacred Books"), Vol. 2.  Tokyo: CAAAL.